# Djurdjevićův most
Djurdjevićův most (srbsky Ђурђевића мост) je silniční most, který se nachází na severovýchodě Černé Hory (nedaleko obcí Mojkovac, Žabljak a Pljevlja). Vede přes řeku Taru. Leží 150 km severně od Podgorici. Nachází se na území národního parku Durmitor.

## Název
Most se jmenuje podle regionu, v němž byl postaven.

## Konstrukce
Je to obloukový železobetonový most unikátní konstrukce. Ve své době se řadil k nejpokrokovějším mostům v Evropě. Je součástí důležité komunikace mezi Bělehradem a Nikšićem (přes město Pljevlja). Leží přesněji mezi vesnicemi Budečevica a Trešnjica.
Most je dlouhý 365 m, má pět oblouků, nejdelší z nich má na délku 116 m. Vozovka se zde nachází v nejvyšším bodě 172 m nad zemí. Most byl trasován v oblouku, nikoliv v přímce. Na jedné straně mostu činí nadmořská výška 805,94 m n. m. a na druhé 811,28 m n. m.
Celková šířka stavby dosahuje sedmi metrů, vozovka má 5,5 metrů a dva chodníky po obou stranách potom 0,75 metrů včetně zábradlí. Na mostě se nenachází veřejné osvětlení.
Z mostu bývají organizovány seskoky (bungee jumping).

## Historie

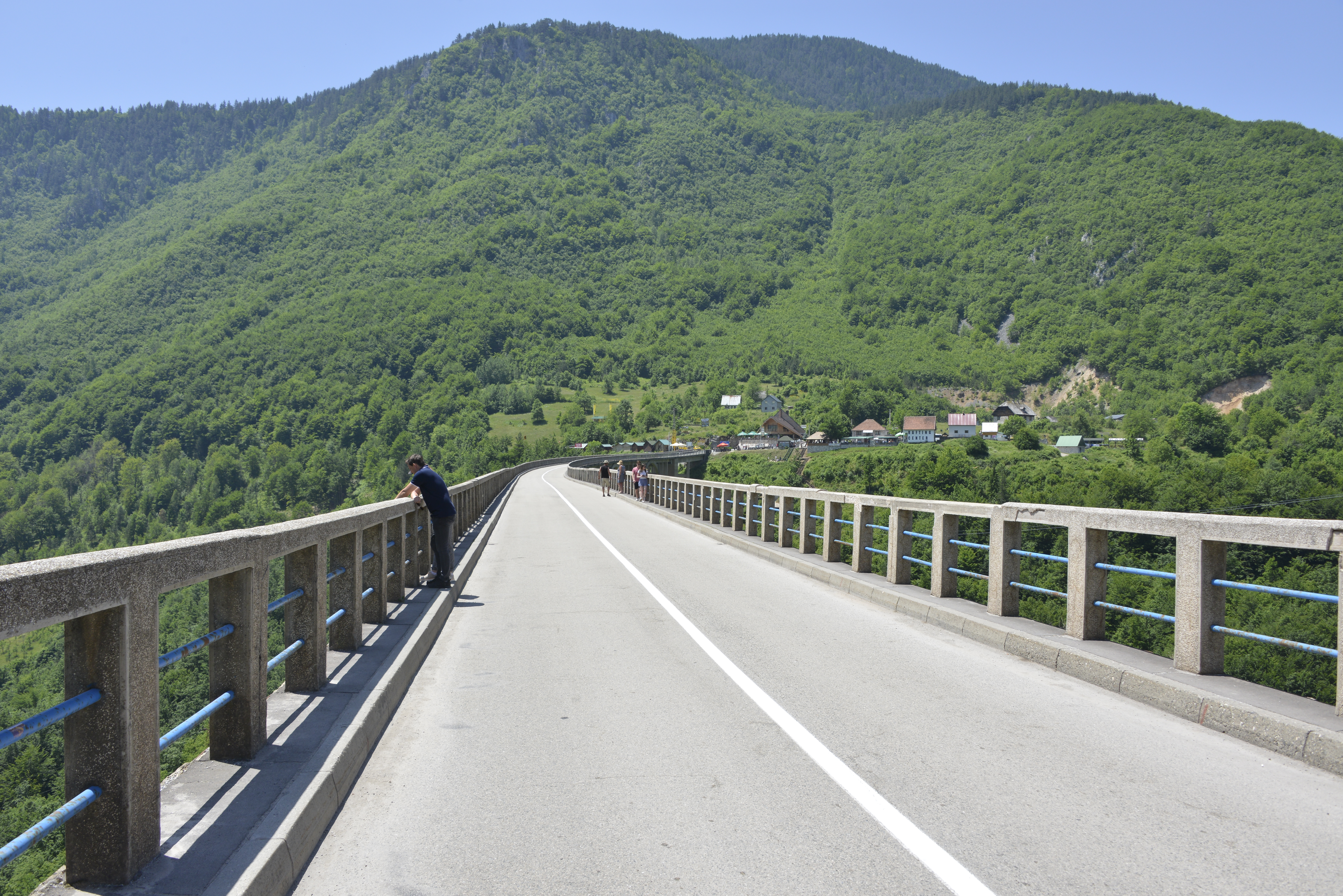
Vozovka mostu.

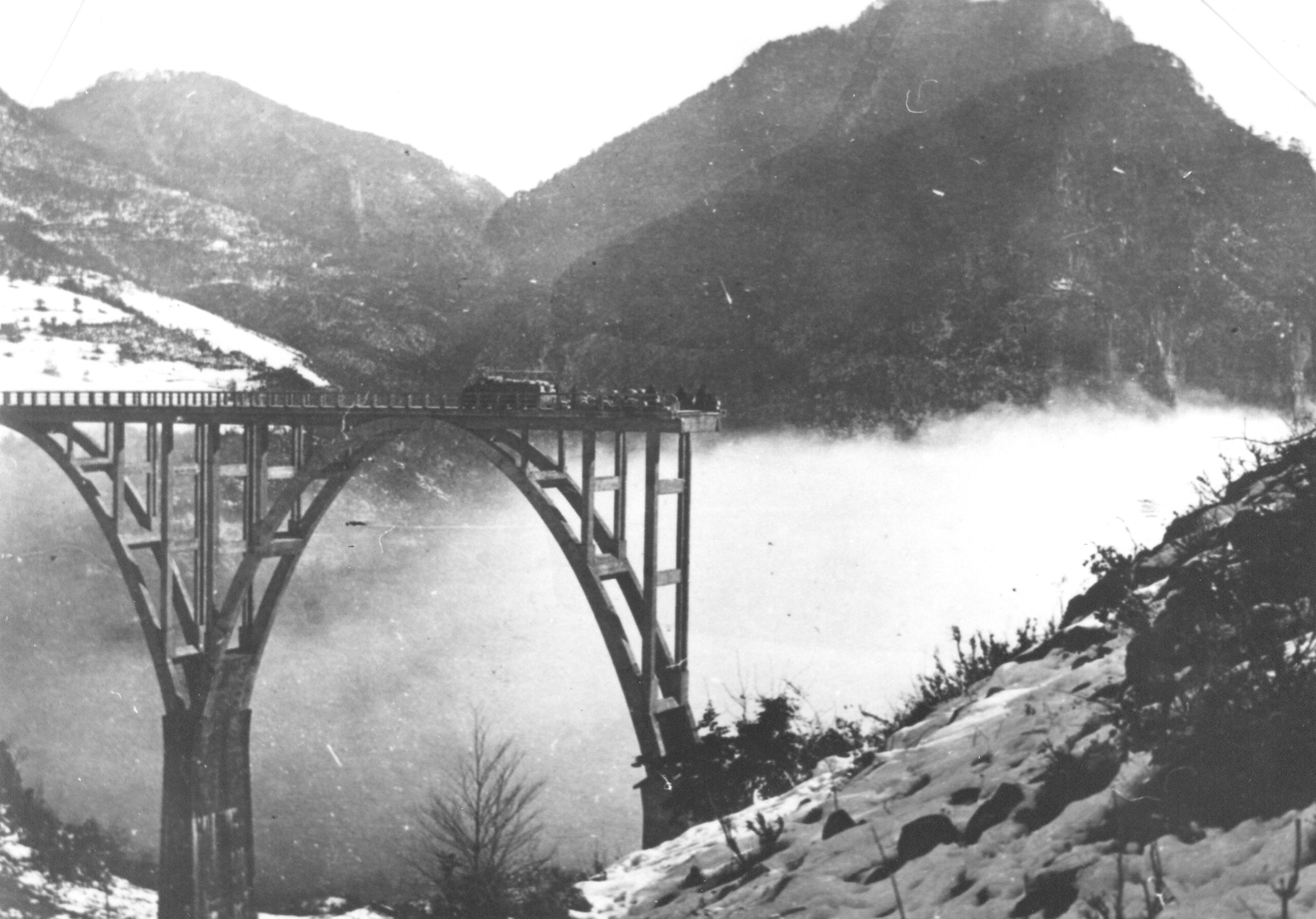
Most po znčiení jednoho z oblouků.

Stavbu navrhl Mijat Trojanović, který předtím již studoval budování podobných mostů v Evropě. Zakázka měla stát 11,5 milionů tehdejších jugoslávských dinárů, nicméně v průběhu se cena vyšplhala o další milion. Stavební práce prováděla firma Andonović z Bělehradu.
Most byl postaven mezi lety 1937 a 1940. Do užívání byl dán na podzim uvedeného roku. Na jaro 1941 byly plánovány zatěžkávací zkoušky a slavnostní otevření stavby, nicméně se neuskutečnily z důvodu vypuknutí druhé světové války.
Po dokončení byl tento největším železobetonovým obloukovým mostem na kontinentě. Stavbyvedoucím mostu byl Isaac Russo ze Švýcarska, který byl odborníkem na použité konstrukce. 40 % stavebních nákladů na zbudování mostu tvořilo zbudování rekordního dřevěného lešení v místě stavby. Lešení co do objemu nebylo překonáno do současnosti a využito bylo 650 kubických metrů dřeva. Využito bylo dřevo smrkové z lesů do okolí 25 kilometrů od stavby.
V roce 1942, nedlouho po dokončení stavby, jej obsadili italští fašisté a Četnici. Jugoslávští partyzáni ve snaze zpomalit postup protivníků zničili jeden z jeho oblouků (jihovýchodní, s výškou 44 m). Operace se účastnil Lazar Jauković, který byl následně Italy zatčen a zastřelen. U mostu byl i pohřben a paradoxně se podílel na jeho budování jen o několik let dříve. Díky tomu věděl, jak most vyřadit z provozu, aniž by byl zásadněji poškozen. Ostatní oblouky poškozeny nebyly. Opravy na stavbě byly zahájeny na podzim 1945. Znovu byl most otevřen roku 1946 a dodnes je významnou technickou památkou v zemi.
V roce 1978 byl na mostě natáčen britský film Force 10, který popisoval boje za druhé světové války. Dramata při postupu partyzánů a odstřelu části mostu byly zdokumentovány ve filmu Most z roku 1968 od režiséra Hajrudina Krvavace. Oblíbený byl nejen v tehdejší Jugoslávii, ale i v Čínské lidové republice. Tento most je také dějištěm příběhu románu Het land achter Gods rug (Země za božími zády) nizozemského spisovatele A. den Doolaarda.
V roce 1986 byla provedena částečná obnova stavby, kdy byly odstraněny vadné části a dále sanována místa, kde docházelo k poškozování konstrukce mostu.
Vzhledem k stárnutí mostu byla diskutována možnost obnovy stavby. Ačkoliv most vypadá na první pohled, že je v dobrém stavu, značné části celé konstrukce jsou již za délkou svojí životnosti. V roce 2018 byla dojednávána pomoc ze strany Čínské lidové republiky. Příslíbena byla pomoc ve výši 2,5 milionů eur. Poskytnutá částka se postupem času různě měnila; podporu pro obnovu mostu pomohla zajistit i skutečnost, že se jedná o hlavní téma zmíněnéhp partyzánského filmu, který byl v Čínské lidové republice uveden. Zahájení prací se nicméně neustále oddalovalo. V roce 2023 již byl projekt obnovy ve fázi, kdy čínská strana měla vybrat dle podepsané smlouvy zhotovitele stavby. Provedeno má být posouzení vlivu stavby na životní prostředí.
Dnes je na obou stranách mostu řada restaurací, vyhlídek a také je zde trasa zip-line. Noviny Times jej zařadily mezi 10 památek, které je nezbytné navštívit. Patří k atraktivním turistickým lokalitám ve vnitrozemí Černé Hory.

## Památník
Na jižní straně mostu se nachází památník Božidarovi Žugićovi a náhrobek Lazara Jaukoviće.